# Haris Alexiou
Haris Alexiou (Χάρις Αλεξίου, egentlig Charíklia Roupáka, Χαρίκλεια Ρουπάκα, født 27. december 1950 i Theben, Bøotien) er en græsk sangerinde. Siden 1958 har hun boet i Athen.

## Karriere som sanger
Hun er en af de mest kendte og succesfulde sangerinder i Grækenland. I starten af 1970erne blev hun hurtig kendt pga. sin karismatiske stemme. Hun var med i Giorgos Dalaras' album Mikra Asia (tekster Apostolos Kaldaras og Pythagoras), og det var et vigtigt skridt i hendes karriere. Derefter var hun med i endnu flere albums med andre kendte sangere, inden hun startede sin solokarriere. 
- 1973: Vyzandinos Esperinos (Βυζαντινός Εσπερινός), Apostolos Kaldaras og Lefteris Papadopoulos
- 1974: Odos Aristotelous (Οδός Αριστοτέλους), Yannis Spanos og Lefteris Papadopoulos
- 1974: Kalimera Ilie (Καλημέρα Ήλιε), Manos Loizos og Lefteris Papadopoulos

Hun gav nye udtryk til græsk populær-musik og søger stadigvæk nye veje. Hun kombinerer elementer af græsk folkemusik (Laïki Mousiki) og Rembetiko.
Hun har samarbejdet med de fleste kendte græske sangere og sangerinder, bl.a. Giorgos Dalaras, Dimitra Galani, Vasilis Papakonstantinou, Yannis Parios, Thanos Mikroutsikos, Alkistis Protopsalti, George Sarris, George Zambetas, Lakis Lazopoulos og Melina Mercouri, men også med Paolo Conte i 1988 og med den tyrkiske sangerinde Sezen Aksu.
Hun har med succes samarbejdet med komponisterne Manos Hadjidakis, Manos Loïzos, Lefteris Papadopoulos, Yannis Spanos og Mikis Theodorakis.
Haris Alexiou har sunget ved mange koncerter, ikke kun i Grækenland, men over hele verden på de fornemste steder, f.eks.:
- 1986: Cypern, Tunesien, Tyskland
- 1998: Cypern, USA, Kanada, Israel, Japan og Europa-turné
- 1998: Nord- og Sydamerika med Nikos Papazoglou
- 2004: ved slutceremonien af de Olympiske Lege med Anna Vissi, Sakis Rouvas, Eleftheria Arvanitaki, Alkistis Protopsalti, Marinella, Giorgos Dalaras og Dimitra Galani.

## Diskografi
- 1975: 12 Laika Tragoudia (12 Λαϊκά Τραγούδια)
- 1976: Laikes Kiriakes (Λαϊκές Κυριακές)
- 1976: Haris Alexiou 2 (Χάρις Αλεξίου 2)
- 1977: 24 Tragoudia (24 Τραγούδια)
- 1979: Ta Tragoudia Tis Haroulas (Τα Τραγούδια Της Χαρούλας), musik Manos Loizos, Tekster Manolis Rassoulis
- 1980: Ximeroni (Ξημερώνει)
- 1981: Ta Tragoudia Tis Xthesinis Imeras (Τα Τραγούδια Της Χτεσινής Ημέρας)
- 1981: Ta Tragoudia Tis Gis Mou (Τα Τραγούδια Της Γης Μου)
- 1982: I Zoi Mou Kiklous Kani (Η Ζωή Μου Κύκλους Κάνει)
- 1983: Ta Tsilika (Τα Τσίλικα), Rembetiko fra 1900 til 1935
- 1984: Emfilios Erotas (Εμφύλιος Ερωτας)
- 1986: I Agapi Einai Zali (Η Αγάπη Είναι Ζάλη), musik: Thanos Mikroutsikos, tekster: Alkis Alkeos, Nikos Kavadias, Andreas Mikroutsikos og Babis Tsikliropoulos
- 1987: I Haris Alexiou Se Aprovlepta Tragoudia (Χάρις Αλεξίου Σε Απρόβλεπτα Τραγούδια)
- 1988: I Nihta Theli Erota (Η Νύχτα Θέλει Ερωτα)
- 1989: I Megales Epitychies Tis (Οι Μεγαλύτερες Επιτυχίες Της)
- 1989: Η Παράσταση Αρχίζει
- 1990: Kratai Chronia Afti I Kolonia (Κρατάει Χρόνια Αυτή Η Κολώνια), musik Thanos Mikroutsikos, tekster Lina Nikolakopoulou
- 1991: Το Μετέωρο Βήμα Του Πελαργού
- 1991: I Alexiou Tragoudai Hadji (Η Αλεξίου Τραγουδάει Χατζή – Live + Studio)
- 1991: I Diki Mas Nihta (Η Δική Μας Νύχτα)
- 1992: Di' efchon (Δι' ευχών), musik Nikos Antypas, tekster Lina Nikolakopoulou
- 1993: I Ballades Tis Charoulas (Οι μπαλάντες της Χαρούλας)
- 1994: Hei (Εϊ...!), musik Nikos Antypas, tekster Lefteris Papadopoulos og Aris Davarakis
- 1994: Τα Λαϊκά Της Χαρούλας
- 1995: A Paris
- 1995: Odos Nefelis '88 (Οδός Νεφέλης 88), tekster Haris Alexiou
- 1996: Girizontas Ton Kosmo – Live 92–96 (Γυρίζοντας Τον Κόσμο 92–96)
- 1997: Ena Fili Tou Kosmou – Live (Ενα Φιλί Του Κόσμου)
- 1997: Girizontas Ton Kosmo Kai Ena Fili Tou Kosmou – Live (Γυρίζοντας Τον Κόσμο & Ενα Φιλί Του Κόσμου)
- 1998: To Paihnidi Tis Agapis (Το Παιχνίδι Της Αγάπης), tekster Haris Alexiou
- 2000: Paraxeno Fos (Παράξενο Φώς)
- 2000: Psithiroi (Ψίθυροι)
- 2001: Τα Ντουέτα Της Χαρούλας
- 2002: Cine Keramikos Live (Cine Κεραμικός – Live)
- 2003: Os Tin Akri Tou Ouranou Sou (Ως την άκρη του ουρανού σου)
- 2004: Anthologio (Ανθολόγιο)
- 2006: Vissino Kai Nerantzi (Βύσσινο και νεράντζι), musik og tekster: Thodoris Papadopoulos, Smaro Papadopoulou og Makis Seviloglou
- 2006: Orizontes
- 2007: Alexiou – Malamas – Ioannidis: Live (Αλεξίου – Μάλαμας – Ιωαννίδης: Live στον Λυκαβηττό) (Note: Certificeret Platin af IFPI).
- 2007: A Tribute to Manos Loizos (Ωδείο Ηρώδου Αττικού – Αφιέρωμα στο Μάνο Λοΐζο)
- 2009: I Agapi Tha Se Vri Opou Kai Na'sai
- 2012: Live Pallas 2012